# Softbox

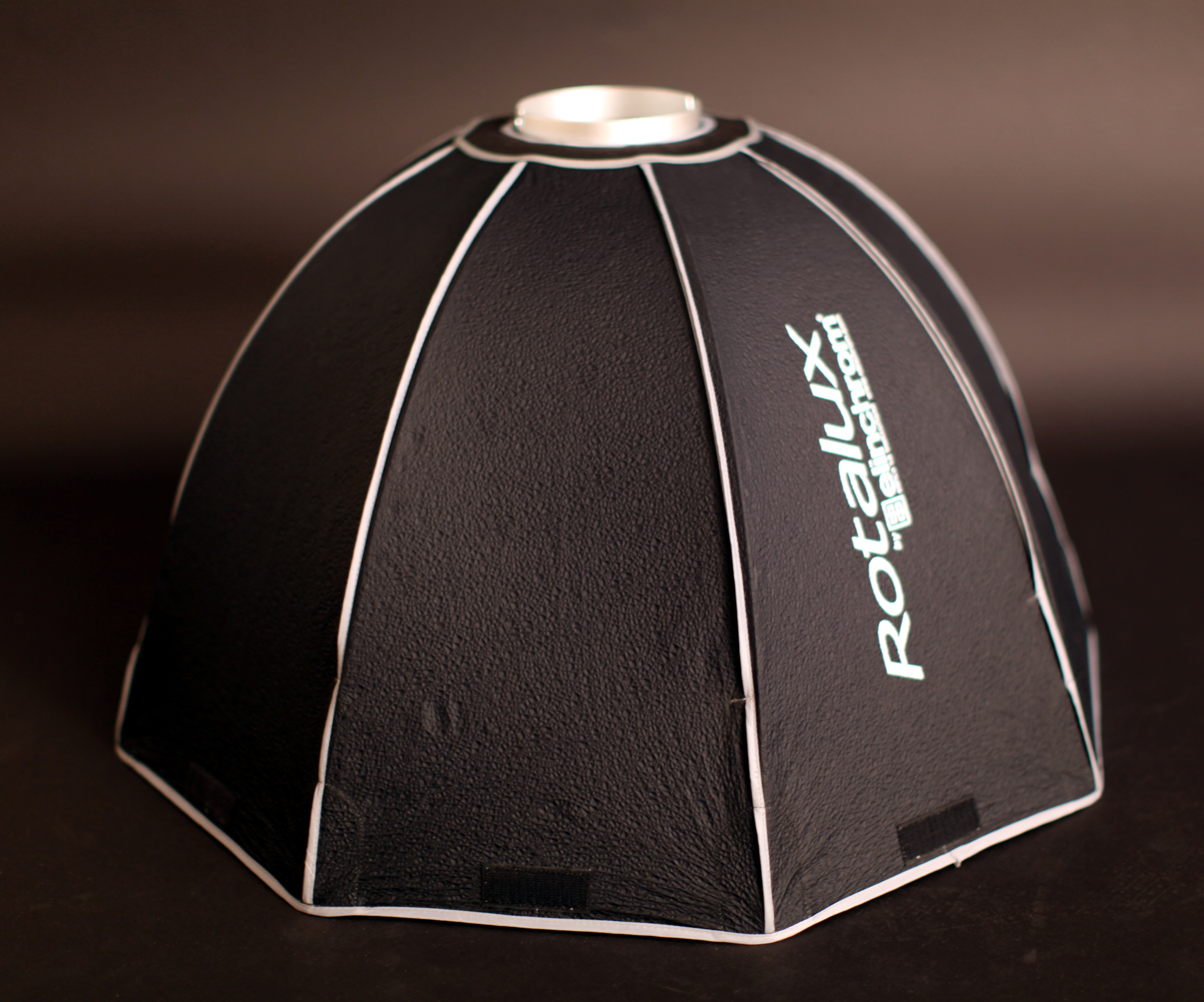
Softbox Rotalux společnosti Elinchrom s hloubkou 70 cm

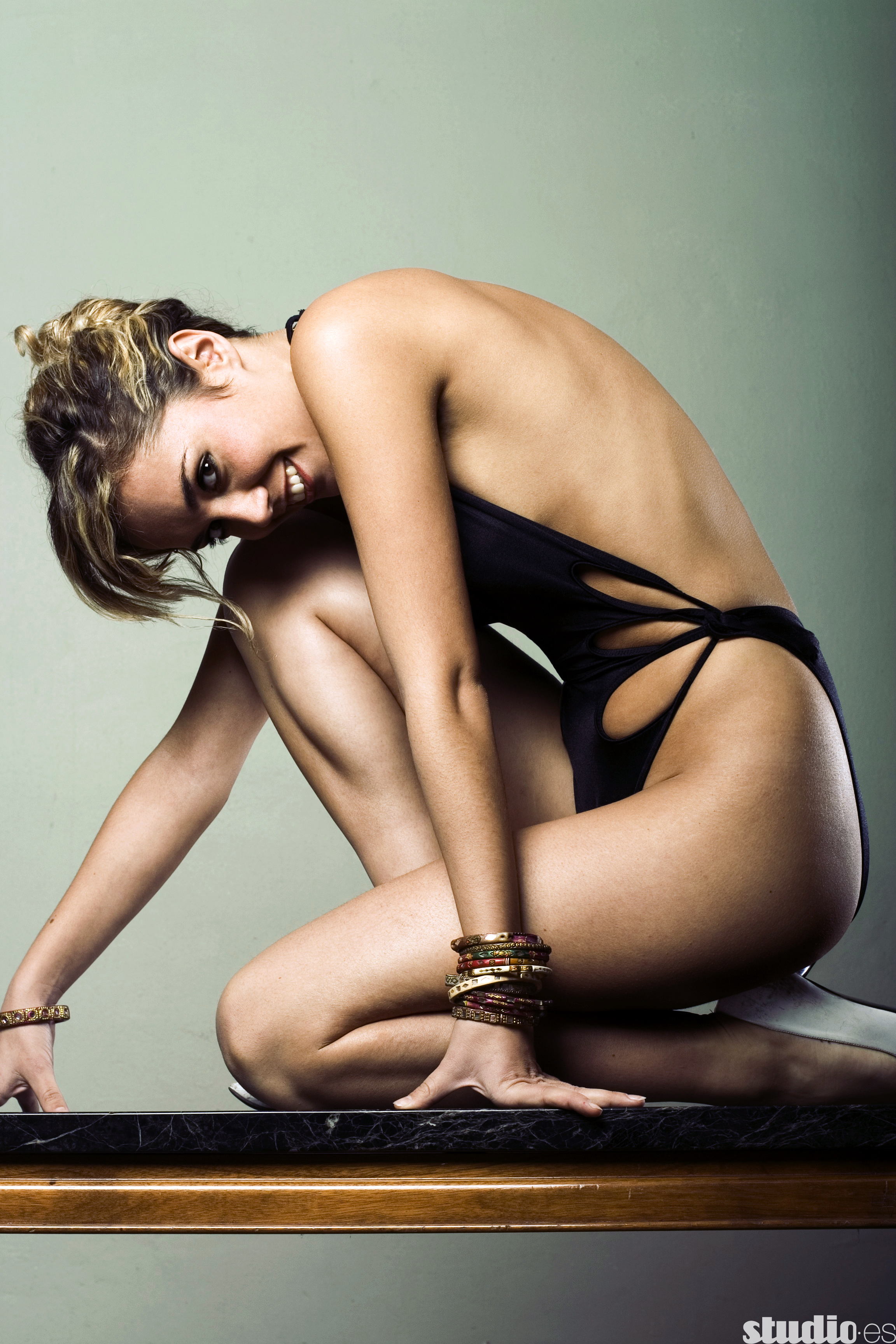
Modelka nasvícená hlavním softboxem 100x100 cm a vedlejším zezadu 70x70 cm

Hlavní články: Světlo ve fotografii a studiové osvětlení.
Softbox nebo soft box (anglicky soft = měkký) je typ příslušenství používaného spolu s fotografickým zábleskovým zařízením. Jedná se o součást studiového osvětlení.

## Popis
Všechny typy softboxů vytváří rozptýlené měkké světlo, a to tak že světlo ze zdroje umístěného uvnitř softboxu prochází přes rozptylující materiál (zpravidla difuzní plátno). Softbox slouží zároveň i jako reflektor, pro usměrnění toku světla. Vnitřní stěny softboxu jsou potaženy reflexním materiálem, který odráží a směruje světlo do difuzní plochy, čímž maximalizuje efektivitu. Na rozdíl od fotografických deštníků, jejichž princip spočívá v odrážení a rozptylu světla, jsou softboxy určeny pro přesné usměrnění toku světla dle typu (tvaru) softboxu.
Softbox doslova je to, co žárovku nebo výbojku obklopuje – odrazné boční a zadní stěny a rozptylující materiál vpředu (difuzér / difuzní plátno). Boční a zadní strany softboxu jsou opatřeny lesklým reflexním materiálem nebo hliníkovou fólií. V některých modelech je difuzér odnímatelný, softbox pak slouží spíše jako reflektor vyzařující tvrdé světlo.
Softbox je možné používat jak s bleskem, tak s trvalým denním světlem, tedy speciální fotografickou žárovkou (spirálovou zářivkou) s bílým světlem nejčastěji o barevné teplotě 5500K. Softboxy nejsou určené pro klasické wolframové žárovky, které nelze použít kvůli nadměrnému zahřívání, které může poškodit softbox a v krajním případě způsobit požár.

## Druhy a tvary softboxů
- softbox - Klasický softbox obdélníkového tvaru. Velmi široké univerzální uplatnění jak v produktové tak portrétní fotografii.
- squarebox - Čtvercový softbox určený pro nasvěcování spíše menších ploch a předmětů s rovnoběžnými hranami.
- stripbox - Velmi úzký obdélníkový typ softboxu určený pro portrétní fotografie k nasvícení postavy, nebo pro produktovou fotografii k prosvěcování například lahví.
- octabox - Osmihranný softbox, který se k prosvětlování větších ploch a kulatých či zaoblených předmětů v produktové fotografii, kde vytváří přirozený "sluníčkový" (kruhový) efekt. V portrétní fotografii se tento softbox využívá hlavně pro vytváření kruhových odlesků v očích.

## Galerie

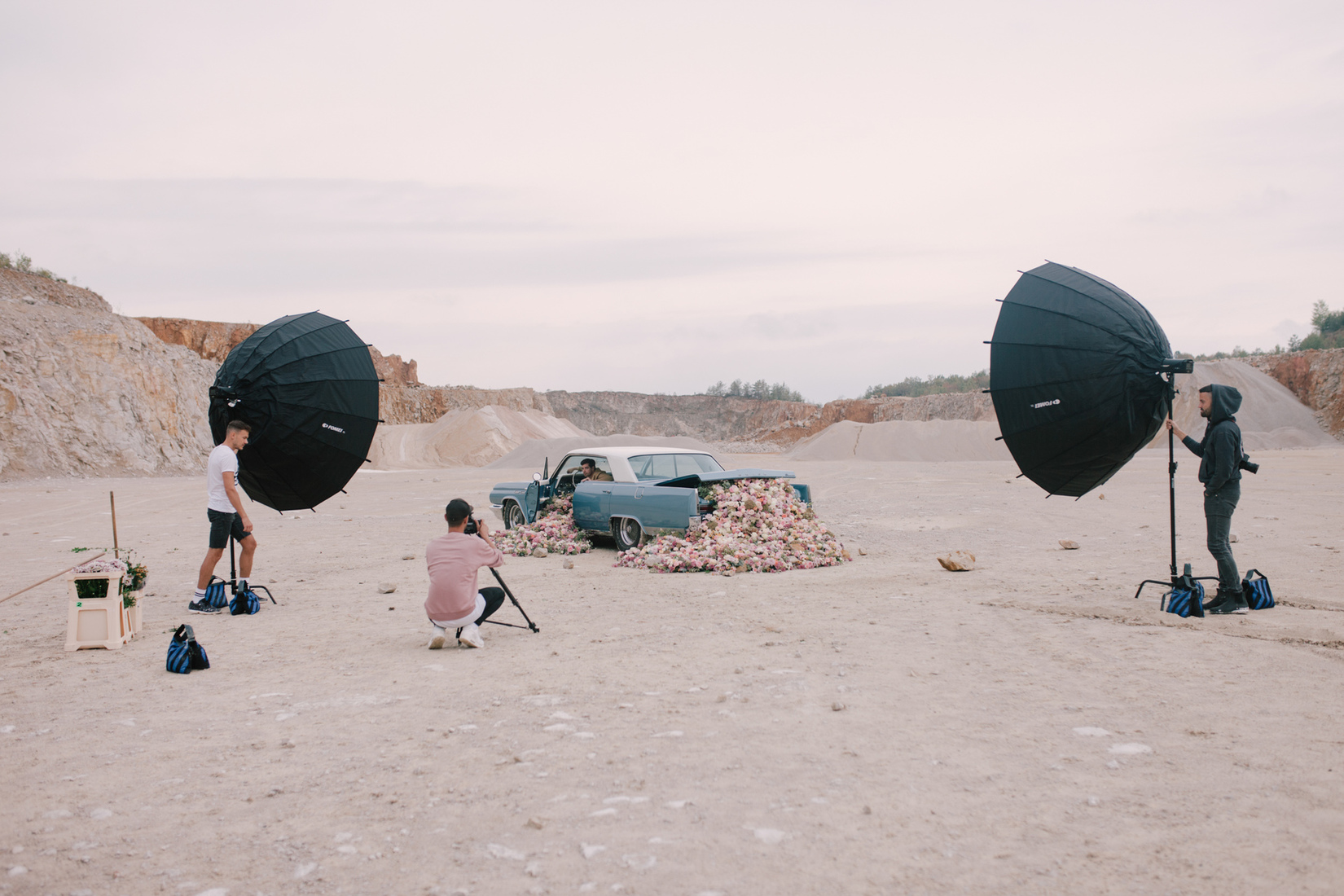
Náhled do zákulisí fotografování snímku Martina Stranky, který využíva octaboxy, fotografie I Bloom For You, 2018
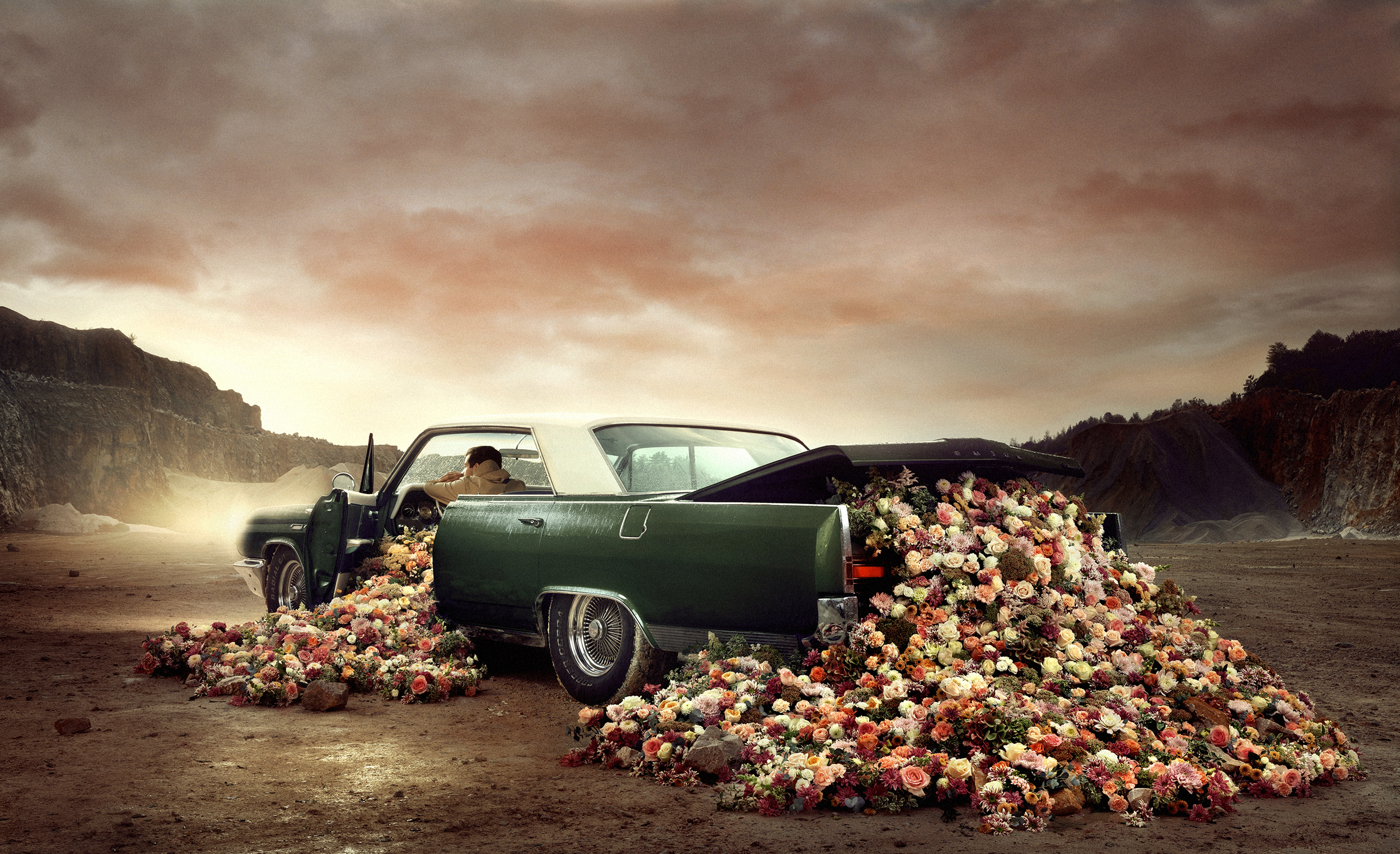
Martin Stranka: I Bloom For You, 2018, výsledný snímek z předchozího nastavení světel
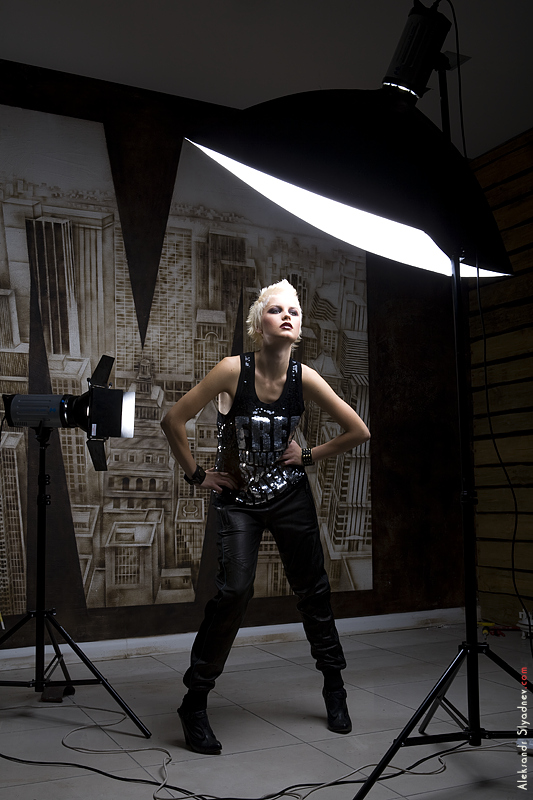
Horní softbox v ateliéru
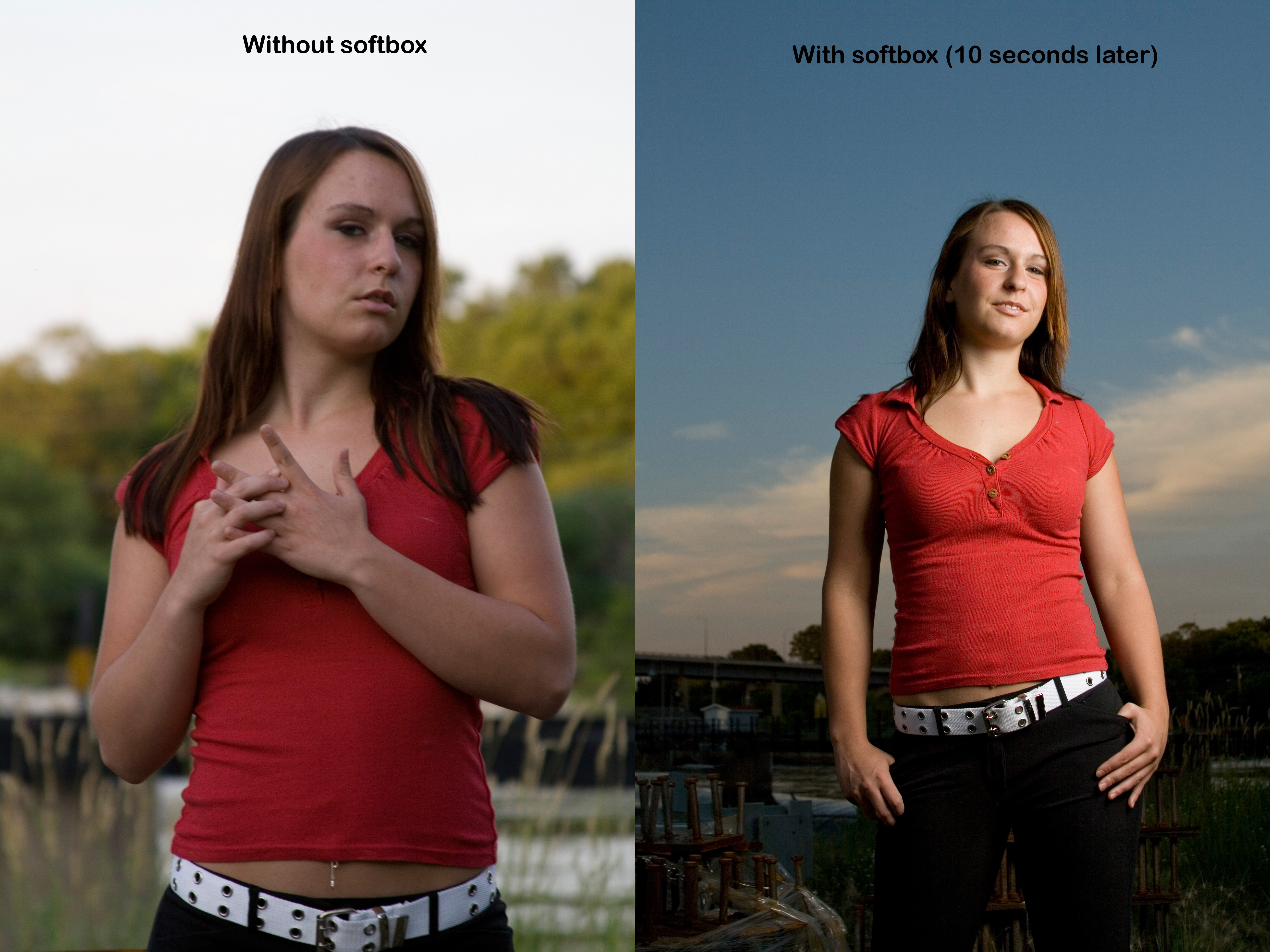
Portrét modelky bez softboxu (vlevo) a s ním
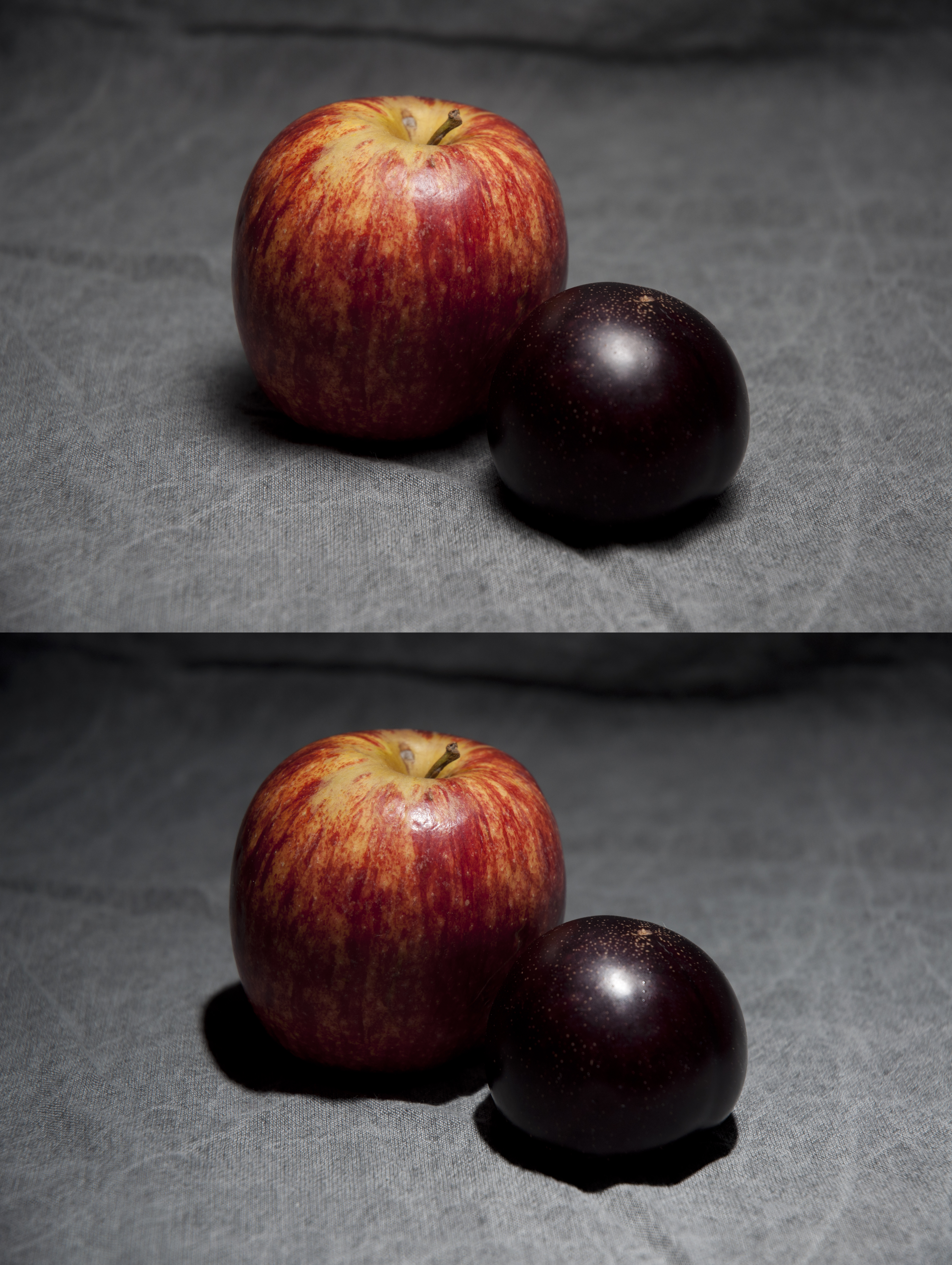
Snímek se softboxem a bez něho